# Сестра Бети
„Сестра Бети“ (на английски: Nurse Betty) е американска комедия от 2000 г. на режисьора Нийл Лабют.

## Актьорски състав
| Актьор              | Роля               |
| ------------------- | ------------------ |
| Рене Зелуегър       | Бети Сайзмор       |
| Морган Фрийман      | Чарли              |
| Крис Рок            | Уесли              |
| Грег Киниър         | Джордж Маккорд     |
| Арън Екхарт         | Дел Сайзмор        |
| Пруит Тейлър Винс   | шериф Елдън Балард |
| Тия Тексада         | Роза Хернандес     |
| Алисън Джени        | Лайла Бранч        |
| Хариет Сансъм Харис | Елън               |
| Криспин Глоувър     | Рой Остери         |
| Елизабет Мичъл      | Клои Дженсън       |

## Награди и номинации
| Категория                                        | Номиниран(и)                         | Резултат                          |
| Златен глобус (21 януари 2001 г.)                | Златен глобус (21 януари 2001 г.)    | Златен глобус (21 януари 2001 г.) |
| ------------------------------------------------ | ------------------------------------ | --------------------------------- |
| Най-добра актриса в мюзикъл или комедия          | Рене Зелуегър                        | награда                           |
| Сателит (14 януари 2001 г.)                      |                                      |                                   |
| Най-добър филм – мюзикъл или комедия             | Най-добър филм – мюзикъл или комедия | награда                           |
| Най-добра актриса в мюзикъл или комедия          | Рене Зелуегър                        | награда                           |
| Най-добър поддържащ актьор в мюзикъл или комедия | Морган Фрийман                       | номинация                         |